# District de Poroy
Le district de Poroy est l'un des huit districts de la province de Cusco.
Il a été créé le 20 février 1941 d'après la loi n°9335.
En 2017, sa population était de 2 436 habitants.